# Фримэн, Аркадий Петрович
Аркадий Петрович Фримэн (настоящая фамилия Кириченко; 16 апреля 1956, Новошахтинск) — советский и российский джазовый музыкант.

## Биография
Родился 16 апреля 1956 года в городе Новошахтинске Ростовской области.
Учился в Московской Военно-Музыкальной школе вместе с Аркадием Шилклопером. В 1978 годы окончил Государственный музыкально-педагогический институт имени Гнесиных в Москве, а затем учился в Казанской консерватории и институте Культуры.
С 1979 года стал серьёзно заниматься джазом и джаз-роком (ансамбль импровизационной музыки под управлением Александра Айзенштадта). В 1980-х годах выступал в составе Московского Диксиленда «Капелла Дикси» под управлением Льва Лебедева (на фестивалях в СССР и ГДР, в Дрездене), был актёром и музыкантом Театра им. Моссовета (в мюзикле Бертольта Брехта «Человек как Человек» в постановке Марка Вайля), работал музыкальным директором Театра Импровизации Союза Театральных Деятелей СССР под руководством Олега Киселёва, регулярно выступал в Театре Анатолия Васильева (Школа драматического искусства), а также на многочисленных поэтических вечерах клуба «Поэзия».

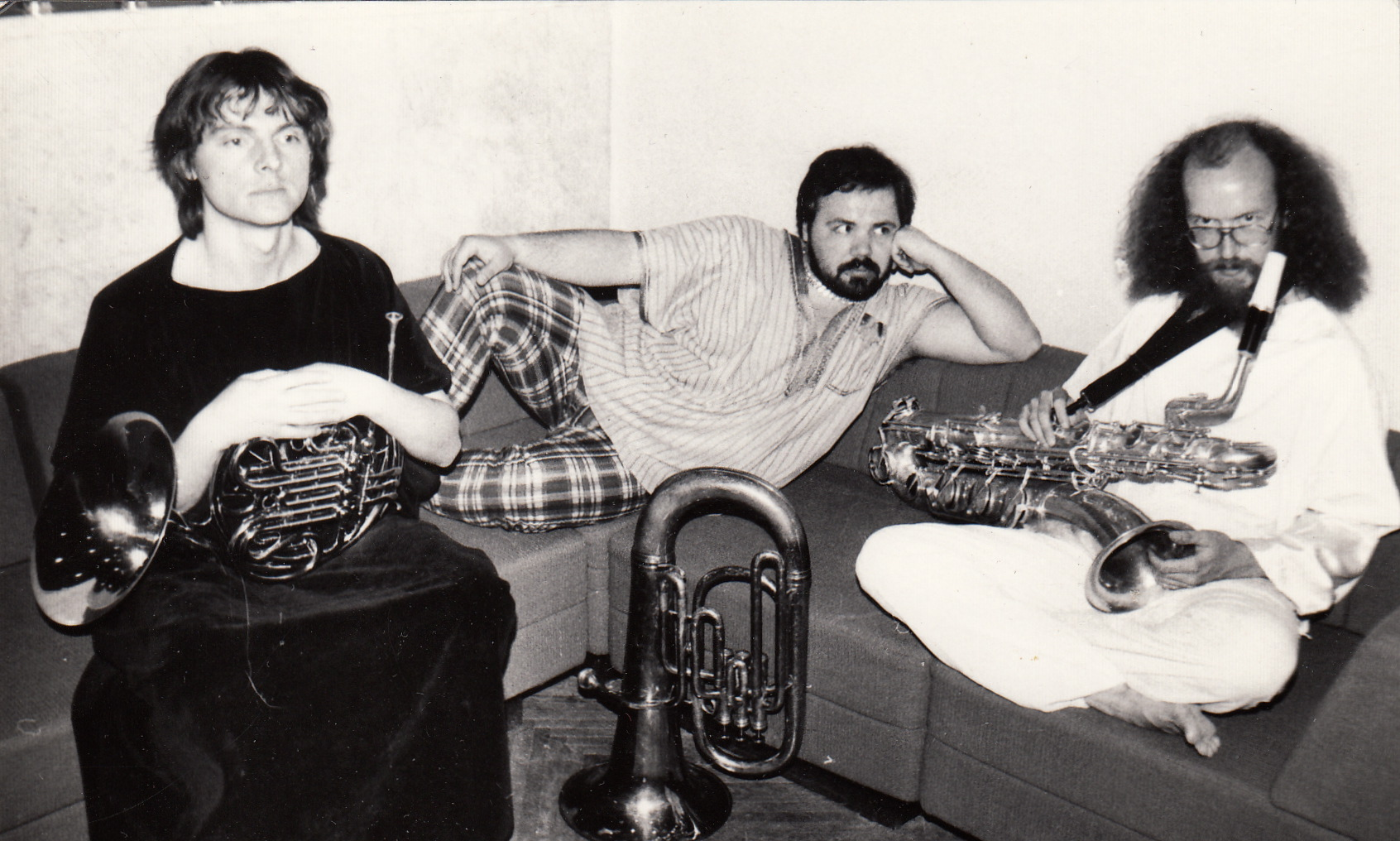
Три О: Аркадий Шилклопер, Аркадий Кириченко, Сергей Летов

С 1984 года стал постоянным участником музыкальных постановок композитора Сергея Дрезнина («Офелия», «Пир во время чумы» и др.). В 1985 году основал вместе с Сергеем Летовым и Аркадием Шилклопером ансамбль интуитивной музыки ТРИ «О», с которым много гастролировал по России, США, странам Европы. С 1987 по 1991 год являлся частым гостем шоу «Поп-Механики» Сергея Курёхина.
Аркадий Кириченко — участник I-го фестиваля джазовых вокалистов в Новосибирске (1990 год).
С 1991 года Аркадий Кириченко, с той поры — Фримэн, проживает в США (Нью-Йорк). Свой отъезд он объясняет тем, что хотел прикоснуться к первоисточникам джазовой культуры, пропитаться духом города, являющегося столицей мирового джаза, услышать и увидеть «живьём» своих кумиров. Америка подарила ему знакомства с талантливыми соотечественниками — Борисом Райскиным, Ильей Файнгерш, Яном Трояновским, группой «Оберманекен», с которыми он выступал в различных клубах и кафе Нью-Йорка (Knitting Factory, Anyway, CBGB и др.), а также с такими американскими музыкантами как Томас Чепин, Кера Сильвернейл, Ричард Томсон, ЛаДонна Смит, Стив Свелл и другими. С Борисом Райскиным и Юрием Зморовичем в 1996 году принимал участие в фестивале Birmingham Improve в Бирмингеме (Алабама). С 1997 по 2005 год является постоянным участником Международного фестиваля «SKIF» памяти Сергея Курёхина в Нью-Йорке и Санкт-Петербурге (в составе ТРИ «О» и с другими составами). В 2001 году в Нью-Йорке он принял участие в акустическом проекте Юрия Шевчука («ДДТ»).
В 2000 году в Нью-Йорке вышел его сольный альбом «Tuba Mirum Unlimited, Inc.». С 2000 года Аркадий ФриМэн становится ведущим джазовых программ на нью-йоркском радио. Также он известен как организатор клуба, объединившего любителей джаза всех национальностей, в котором выступали видные джазмены Америки и России.
В 2005 году Аркадий ФриМэн возвращается в Россию и участвует во множестве разнообразных проектов. В декабре 2005 принимает участие в международном фестивале Jazz Globe-2005 в Иерусалиме, где играет в трио с Вячеславом Ганелиным и Аркадием Готтесманом, с Аркадием Шилклопером, Александром Айзенштадтом и другими.

## Дискография

### Виниловые грампластинки
- В Традиционном Стиле. Московский диксиленд «Капелла Дикси» п/у Л.Лебедева. Мелодия С60 26121
- ТРИ «О» — Три Отверстия. Мелодия C60-28461
- Ophelia (opera in blue) comp. Sergei Dreznin. Leo Records, 1998 LR 600
- Leningrad Jazz Interbational’89. Мелодия C60-30587

### Компакт-диски
- Golden Years of Soviet New Jazz. Volume III Leo records GY 411
- Golden Years of Soviet New Jazz. Volume III Leo records GY 412
- Document. New Music from Russia. Leo Records (Англия) CD LR805
- ТРИ"О" — Триалог. SoLyd Records (Россия) CD SLR 00031
- Tuba Mirum Unlimited, Inc. Arcady FreeMan. Psychopath Rec, NYC 2000 CD
- 44 — ТРИ"О" на фестивале SKIF в Петербурге, апрель 2000: С. Летов, А. Кириченко, А. Александров 034 CD
- ТРИ"О". Микки Маус — капут! Сергей Летов, Аркадий Кириченко, Александр Александров и Юрий Парфенов в прямом эфире на радио «Ракурс» в апреле и ноябре 1997 032 CD